# حسن السبتي
حسن بن كاظم السبتي (1881 - 20 أكتوبر 1954) خطيب وشاعر عراقي في القرن العشرين الميلادي/الرابع عشر الهجري برع في أدب الديني. ولد في مدينة النجف. درس مقدمات علوم اللغة العربية على يد أبيه، ثم انصرف إلى الأدب الشيعي الإثني عشري، وذاعت شهرته الخطابية الحسينية وقد اشتهر بأسلوبه الحديث. نظم أغلب شعره في أهل البيت والأئمة الاثنا عشر وله مطولة بائية حَمّسَ فيها العرب والمسلمين. اهتم بنشر الآثار العلمية، وأخرج ديوان أبيه عام 1372 هـ/ 1952م. قال الشعر بالفصحى والعامية وله ديوانان وأنفع الزاد ليوم المعاد وأنيس الجليس في التشطير والتخميس . توفي في مسقط رأسه ودفن في العتبة العلوية. 

## سيرته
ولد حسن بن كاظم بن حسن بن علي بن سبتي السهلاني الحميري في النجف سنة 1299 هـ/1881 م ونشأ بها على والده العالم الخطيب، فاشتغل بالمقدمات الأدبية والشرعية، ثمّ رغب بالخطابة الحسينية فنال فيها شهرة في العراق، فكان موفقاً في خطابته بأسلوب عصري أبرزه كثيراً.أضف إلى ذلك كان شاعراً وشارك بشعره في الأندية الأدبية بمختلف المناسبات، مدح ورثى فيه أهل البيت والأئمة الاثنا عشر.

توفي بالنجف 23 صفر سنة 1374 هـ/ 20 أكتوبر 1954 م ودفن في العتبة العلوية بالصحن الشريف بالجهة الشرقية من باب القبلة قرب قبر أبيه.

## مؤلفاته وشعره
- أنفع الزاد ليوم المعاد أو الكلم الطيب في ما نظمه من شعر في أحوال النبي محمد وأهل البيت والأئمة الاثنا عشر.
- أنيس الجليس في التشطير والتخميس
- ديوان شعره، فصحى.
- ديوان شعره، شعبي.

وله مطولة بائية يدعو فيها العرب والمسلمين: «مطولته الاستنهاضية تجمع بين طبيعة النظم والكلام المرصوف، وطبيعة الملاحم ذات المنزع السردي والحث على البطولة والفداء.»